# Davina Sammut Hili
Pour les articles homonymes, voir Sammut.
Davina Sammut Hili (née le 6 juillet 1986 à Il-Furjana à Malte) est une femme politique maltaise. Issue de la politique locale à Il-Furjana, elle est élue à la chambre des représentants en 2022.

## Biographie
Sammut Hili nait à Il-Furjana de Christopher et Alexandra « Sandra » Sammut. Elle étudie par la suite les finances et le commerce à l'université de Sunderland puis l'université de Chester. Intéressée par le sport, elle rejoint une chaine locale avant de s'impliquer dans la politique municipale de sa ville natale. En 2012, après une élection où deux travaillistes, deux nationalistes et un indépendant sont élus au conseil municipal, Sammut Hili est temporairement mise à la tête de la ville en attendant que le conseil élise un maire.
À la suite d'un mandat de l'indépendant Nigel Holland, Sammut Hili est nommée mairesse de la ville en 2015, poste qu'elle sert jusqu'à son élection au parlement. Lors des élections de 2022, elle est élue députée grâce à l'article 52A (1) de la Constitution de Malte permettant à plus de femmes d'accéder au parlement. Lors de son mandat, elle demande la protection du parlement après avoir été contactée par Bernard Attard. Ce contact fait suite à une question parlementaire sur son procès qui aurait irrité l'accusé.